# II. Izjaszláv kijevi nagyfejedelem
II. Izjaszláv Msztyiszlavics, a keresztségben Pantaleon (oroszul: Изясла́в Мстисла́вич; kb. 1096 – 1154. november 13.) kijevi nagyfejedelem 1146-tól 1149-ig, és 1151-től haláláig.

## Ifjúsága és a testvérháborúk

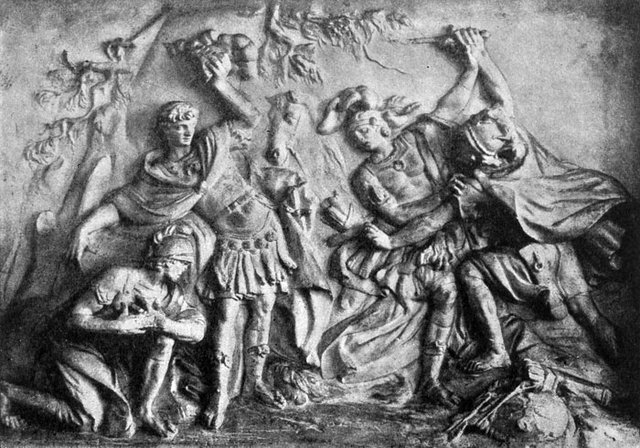
Izjaszláv a harcmezőn (M.Kozlovszkij domborműve)

Izjaszláv Msztyiszláv nagyfejedelem második fiaként született, annak Krisztina svéd hercegnővel való első házasságából. Nagyapja Vlagyimir Monomah kijevi nagyfejedelem volt. Testvére, Eufrozina II. Géza magyar királyhoz ment feleségül. A krónikák először 1127-ben, harmincéves korában említik, amikor Jaropolk nagybátyja, akkor perejaszlavli fejedelem, Kurszk részfejedelmévé tette. Ugyanebben az évben elkísérte apját Polock elleni hadjáratára és amikor annak fejedelmét foglyul ejtette, ő Izjaszlávot bízta meg a meghódított fejedelemség kormányzásával.
1132-ben meghalt Msztyiszláv és öccse, Jaropolk követte a trónon. Kettejük egyezsége alapján Jaropolk megpróbálta megkerülni a hagyományos szenioritási öröklési rendet és Mtyiszláv legidősebb fiát, Vszevolodot helyezte a trónörökösi fejedelemségbe, Perejaszlavlba. A nagyfejedelem azonban testvérei - a potenciális trónörökösök - tiltakozására kénytelen volt visszavonni döntését és Izjaszlávot tette meg Perejaszlavl fejedelmévé. A Vlagyimir Monomah-utódok ezzel sem voltak elégedettek, és röviddel később Izjaszlávot újból áthelyezték Turovba, annak korábbi birtokosa pedig, Vjacseszláv, a nagyfejedelem legidősebb öccse, megkapta Perejaszlavlt. Vjacseszláv azonban tartott a déli határát fenyegető kunoktól és inkább visszatért Turovba, kitúrva onnan Izjaszlávot. Izjaszlávnak kárpótlásul megígérték Rosztovot, de annak tulajdonosa, Jurij Dolgorukij csak egy kisebb részét adta át, ezért feldühödve bátyjához, Vszevolodhoz utazott Novgorodba. Szövetkeztek a Kijevvel szintén elégedetlen csernyigovi fejedelemmel és fegyverrel léptek fel a származásuknak megfelelő pozíció kikényszerítésére.
1134-ben Zsdanaja goránál döntetlen ütközetet vívtak Jurij Dolgorukijjal, amely mindkét fél részéről sok áldozatot követelt, ezután a csernyigoviak és a velük szövetséges kunok egészen Kijevig feldúlták a Ruszt. Hogy megbékítse unokaöccsét, Jaropolk nagyfejedelem Izjaszlávnak adományozta Volhíniát.
1139-ben meghalt Jaropolk és a kijevi trónt az egymásra féltékenyen figyelő Msztyiszlavicsok és Monomah-fiak között a nevető harmadik, a csernyigovi Vszevolod szerezte meg (némi erőszakkal). Vszevolod, aki Izjaszláv sógora volt, megpróbált kiegyezni vele, de Izjaszláv bizalmatlanul fogadta. Viszonyuk fegyveres összecsapásig romlott, de látva, hogy nem bírnak egymással, kibékültek és Izjaszláv megkapta Perejaszlavlt. Egészen Vszevolod 1146-os haláláig békében éltek egymással.

## Kijevi nagyfejedelemsége
Vszevolod Igor öccsét szánta utódjának és Izjaszlávval a keresztet megcsókoltatva megeskette, hogy támogatni fogja őt. A nagyfejedelem halála után azonban a kijevi nép hívására szinte azonnal Igor ellen vonult és foglyul ejtette és elfoglalta a trónt.  A hagyományos szenioritási rendszerbeli trónörökös, Vlagyimir Monomah legidősebb élő fia, Vjacseszláv turovi fejedelem kezdett saját hatalmi bázist kiépíteni és rokonának megszerezte Volhíniát, Izjaszláv azonban kíméletlenül elnyomta próbálkozását, elvette tőlük Volhíniát és Turovot és csak egy másodrendű kisvárost hagyott nekik.
Miután a kijeviek 1147-ben egy zavargásban megölték egy kolostorban szerzetesként élő Igort, annak öccse a novgorod-szeverszkiji Szvjatoszláv megátalkodott ellenségévé vált Izjaszlávnak. Hogy elnyomja a leendő lázadás csíráját és megossza ellenfeleit, a nagyfejedelem támogatni kezdte a csernyigoviak Novgorod Szeverszkijjel szemben fennálló területi követeléseit. Ellenfelei, elsősorban a Monomah-utód Jurij Dolgorukij és függetlenedni kívánó Vlagyimirkó halicsi fejedelem Szvjatoszláv oldalára álltak és sikerült megnyerniük a kunok támogatását is. Izjaszláv szövetségeséül tudta Szmolenszket, Rjazanyt és Novgorodot, valamint külföldről, Magyarországról, Lengyel- és Csehországból is kapott segítséget, amelyek uralkodóival házasságok révén rokonságban állt. A testvérháborúban Jurij kétszer is elfoglalta Kijevet de Izjaszláv mindkétszer visszavetette, másodszor 1151 áprilisában magyar segítséggel. Ezután a Ruta folyónál döntő győzelmet aratott és kiszorította Jurijt a Rusz déli területeiről. Kibékült idős nagybátyjával, Vjacseszlávval és hogy megerősítse uralkodói jogalapját, közösen irányították az országot. A következő években sorra legyőzték Jurij szövetségeseit, 1152-ben a magyar seregek Halicsot, 1153-ban pedig Izjaszláv Novgorod Szeverszkijt kényszerítette megadásra.
1147-ben Izjaszláv Kijevben anélkül hívta össze az orosz püspököket a metropolita megválasztására, hogy előtte kikérte volna a konstantinápolyi pátriárka engedélyét, amivel megsértette a kánont. Megpróbálta rávenni őket,, hogy a saját jelöltjét válasszák meg, amire a püspökök jelentős része nem volt hajlandó. Közben Konstantinápolyban új metropolitát neveztek ki, aki azonmód ki is átkozta Izjaszlávot, és az egyházban fennálló szakadás egészen addig tartott, amíg Jurij el nem űzte őt Kijevből.
1154-ben 57 évesen másodszor is megnősült, a grúz uralkodó lányát (más források szerint abház hercegnőt) vette feleségül, de az év végén, november 13-án meghalt. Társuralkodója, a 71 éves Vjacseszláv egy hónappal később követte a sírba. 

## Családja
Izjaszláv Msztyiszlavics első felesége Agnessa volt (feltehetően Barbarossa Frigyes rokona), aki 1151-ben halt meg. Gyermekeik:
- Msztyiszláv (1125/26 – 1170. augusztus 19.) kijevi nagyfejedelem
- ismeretlen nevű lány, feleségül ment Rogvolod Boriszovics polocki fejedelemhez
- Jevdokija, feleségül ment III. Mieszko lengyel fejedelemhez
- Jaroszláv (kb. 1132 – 1180) – kijevi nagyfejedelem
- Jaropolk (†1168) sumszki részfejedelem

## Fordítás
- Ez a szócikk részben vagy egészben  a(z)   Изяслав Мстиславич című orosz Wikipédia-szócikk ezen változatának fordításán alapul.  Az eredeti cikk szerkesztőit annak laptörténete sorolja fel. Ez a jelzés csupán a megfogalmazás eredetét és a szerzői jogokat jelzi, nem szolgál a cikkben szereplő információk forrásmegjelöléseként.